# محمد بن علي المجاجي
محمد بن علي المجاجي أو كما يعرف السيد محمد بن علي أبهلول المجاجي من مشاهير الصلحاء والشعراء في الجزائر إبان في القرن 16م و 17م ولد عام 945 هجري والمتوفي عام 1008 هجري . ونال حظوة عند العثمانيين بفضل مواقفه ضد الإسبان الغزاة للساحل الجزائري

## حياته

### نسبه
يرجع أصل سيدي امحمد بن علي إلى شرفاء الأندلس وغرناطة بالتحديد من فرع عمر بن إدريس الأصغر بن إدريس الأكبر حفيد الحسن بن الإمام علي رضي الله عنهم أجمعين
واجداده هم الفارين من بلاد الأدارسة إتجاه الأندلس في عهد الفتنة مع العمال الفاطميين وكانت لهم إمارة بالأندلس تسمى إمارة بني حمود الأدارسة ولبثوا فيها لغاية سقوط الأندلس وهاجروا اتجاه ساحل المغرب الأوسط .واستقرت عائلته بمجاجة بالقرب من مدينة الشلف الحالية وإقترنت جغرافية المجاجي باسمه .

### خصاله
ككل رجل عالم زاهد تقي و ورع كان سيدي امحمد بن علي في غاية الجود والكرم وكان بيته مزارا لعابري السبيل والمجاهدين وبابه مفتوحا للجميع دون سواء مما خلد العديد من القصص عتد ضيوفه الذي انبهروا لإيثاره .وأبرز شهادة التي تنبهر من الشيخ هي شهادة الشريف أبو الحسن الذي كان قاصد ثغر تنس مع عسكره البالغ عددهم 300 ولقاهم الشيخ بالعسل والثريد والسمن واللحم بعد قسمهم لـ 24 جلسة

### علمه
بزغ علم الشيخ أمحمد بن علي وذاع صيته في الآفاق فبرع في الشعر والنحو والعلوم الشرعية إضافة للزهد والورع والتقوى وبذلك ملك قلوب الناس واعتقدوا فيه الصلاح وكانت الرحال تشد إليه لقدرته على تفسير الحديث والتدريس والإفتاء بشهادة تلميده السعيد قدورة وله العديد من الأشعار على شكل فتوة رد بها على سؤال على هيئة شعر نظمها سيدي الحاج المطماطي

## مقتله
كانت مازونة عاصمة بايلك الغرب الجزائري تحت حكم رجل متسلط إسمه الباي الصواق الذي أراد أن يتزوج زوجة أبيه مما أثار سخط سيدي امحمد بن علي الذي أعلن عدائه مباشرة في حين ان جل علماء العصر إما خافوا أو إستتروا نظراً لسطوة الباي الصواق الذي لم يتجرع رد الشيخ فدبر له مكيدة وقتله غيلة وغدراً بسيف أحد الشيوخ الذي لم يكن يعلم ما يجري لكي يبعد الباي الصواق التهم عن نفسه .
ويوجد قبره حاليا ببلدية تحمل إسمه سيدي امحمد بن علي رنو سابقا ولاية غليزان

## رثاء الشيوخ فيه
نظرا للمكانة التي حظيي بها الشيخ في أوساط الخاصة والعوام لم تمر حادثة قتله هباءا فبكاه الناس ورثوه في العديد من الأشعار على غرار تلميذه السعيد قدورة:

## تراثه العلمي
خلدت ملحمة الشيخ سيدي امحمد بن علي بتراث علمي جسد في زاوية علمية قصدها طلبة العلم من كل البلاد وأشهر من تتلمذ بها سيدي امحمد بن عودة وسعيد قدورة